# Tecidos vegetais
Os vegetais possuem grupos de células especializadas para determinados tipos de ações. A esses grupos damos o nome de tecidos.
Veja a relação destes tecidos.

## Tecidos fundamentais
- Tecido de preenchimento
  - Parênquima
- Tecidos de sustentação
  - Colênquima
  - Esclerênquima
- Tecidos de Revestimento
  - Epiderme
  - Periderme
- Tecidos de Condução
  - Xilema
  - Floema